# (286162) Tatarka
(286162) Tatarka est un astéroïde de la ceinture principale.

## Description
(286162) Tatarka est un astéroïde de la ceinture principale. Il fut découvert le 8 octobre 2001 à l'Observatoire Palomar par le programme NEAT. Il présente une orbite caractérisée par un demi-grand axe de 2,73 UA, une excentricité de 0,11 et une inclinaison de 4,4° par rapport à l'écliptique.

## Compléments